# Вормінстер-Гайтс (Пенсільванія)
Вормінстер-Гайтс (англ. Warminster Heights) — переписна місцевість (CDP) в США, в окрузі Бакс штату Пенсільванія. Населення — 4010 осіб (2020).

## Географія
Вормінстер-Гайтс розташований за координатами 40°11′18″ пн. ш. 75°5′3″ зх. д. / 40.18833° пн. ш. 75.08417° зх. д. (40.188370, -75.084089).  За даними Бюро перепису населення США в 2010 році переписна місцевість мала площу 1,63 км², уся площа — суходіл.

## Демографія
Згідно з переписом 2010 року, у переписній місцевості мешкали 4124 особи в 1545 домогосподарствах у складі 1016 родин. Густота населення становила 2526 осіб/км².  Було 1600 помешкань (980/км²).
Расовий склад населення:
| - 60,7 % — білих - 10,6 % — чорних або афроамериканців - 3,3 % — азіатів - 0,8 % — корінних американців - 0,2 % — вихідців з тихоокеанських островів - 18,4 % — осіб інших рас |

До двох чи більше рас належало 5,9 %. Частка іспаномовних становила 35,1 % від усіх жителів.
За віковим діапазоном населення розподілялося таким чином: 24,9 % — особи молодші 18 років, 64,0 % — особи у віці 18—64 років, 11,1 % — особи у віці 65 років та старші. Медіана віку мешканця становила 32,9 року. На 100 осіб жіночої статі у переписній місцевості припадало 99,3 чоловіків;  на 100 жінок у віці від 18 років та старших — 96,1 чоловіків також старших 18 років.
Середній дохід на одне домашнє господарство  становив 47 175 доларів США (медіана — 32 010), а середній дохід на одну сім'ю — 55 972 долари (медіана — 44 291). Медіана доходів становила 39 490 доларів для чоловіків та 28 554 долари для жінок. За межею бідності перебувало 18,1 % осіб, у тому числі 24,1 % дітей у віці до 18 років та 11,1 % осіб у віці 65 років та старших.
Цивільне працевлаштоване населення становило 1800 осіб. Основні галузі зайнятості: освіта, охорона здоров'я та соціальна допомога — 21,8 %, виробництво — 16,2 %, науковці, спеціалісти, менеджери — 13,9 %, роздрібна торгівля — 13,8 %.